# Héctor González Iramain
Héctor González Iramain (La Rioja, 5 de agosto de 1890 - Buenos Aires, 27 de julio de 1962) fue un abogado, periodista, parlamentario y político argentino. Se desempeñó como diputado nacional por la Capital Federal en tres periodos (1920-1924, 1924-1928 y 1928-1930) y como senador nacional por la provincia de La Rioja entre 1935 y 1943. Fue integrante de los partidos Socialista y Demócrata Nacional, además de ser uno de los fundadores del Partido Socialista Independiente en 1927. En 1958 fue candidato a presidente de la Nación. 

## Biografía
Héctor González Iramain nació en La Rioja el 5 de agosto de 1890 en el seno de una familia riojana de alta estirpe política e intelectual, emparentada con Joaquín V. González: su padre fue Nicolás González, primo segundo de Joaquín, y su madre Micaela Iramain. Su hermano Nicolás González Iramain fue un abogado y escritor que ejerció como juez y funcionario, y fue interventor federal de la provincia de Jujuy en el año 1942. Otro de sus hermanos, Julio González Iramain, fue un político que militó en el Partido Demócrata Progresista, por el que fue candidato a vicegobernador de La Rioja en 1931,  y luego en el Partido Socialista, partido por el que fue electo concejal porteño en 1940, diputado nacional entre 1942 y 1943 y convencional constituyente en 1957 y al año siguiente siguió a Américo Ghioldi en la escisión que dio origen al PS Democrático.
A los 18 años, en el año 1908, González Iramain ingresa a la Facultad de Derecho de la Universidad de Buenos Aires como estudiante de abogacía, al mismo tiempo que trabaja como empleado en el Ministerio del Interior. En 1914 se recibe de abogado y el 6 de octubre de ese año se afilia al Partido Socialista. 
En 1918 es electo como concejal de la Capital Federal, ocupando una banca en el bloque socialista hasta 1920, año en que fue electo como diputado nacional por primera vez en su carrera política. 
En el año 1921, además de su labor como diputado, González Iramain era vocal del Comité Ejecutivo del PS. En el marco del conflicto interno que enfrentó el socialismo entre 1920 y 1921, entre los "terceristas" (partidarios de la Tercera Internacional) y los "antiterceristas" (socialdemócratas), se alineó con el grupo de los segundos que lideraba Antonio De Tomaso. A partir de 1923 se comenzó a dar otra fuerte interna dentro del PS entre los aliados de Nicolás Repetto y los de Antonio De Tomaso. De Tomaso representaba al sector de los "profesionales" (en su mayoría abogados) contra los llamados "obreristas" representados por Repetto. El "grupo de los abogados" eran cuestionados por Repetto que argumentaba la incompatibilidad entre la afiliación socialista y el ejercicio de la profesión de abogado en ciertas defensas consideradas inconvenientes. El conflicto concluyó con dicha actividad profesional reglamentada y la profundización de la división entre los “detomasistas”, grupo del que formaba parte González Iramain, y los “repettistas”. 
En 1924 González Iramain es electo nuevamente como diputado nacional por la Capital Federal. En 1925 es designado por la Facultad de Derecho de la Universidad de Buenos Aires como profesor suplente de la cátedra de Derecho Político apoyado por los grupos estudiantiles que habían participado de la Reforma Universitaria años atrás. Por aceptar el puesto laboral, González Iramain fue cuestionado fuertemente por el sector dirigente del PS. 
En el mismo año 1925 protagonizó una serie de episodios que quedaron enmarcados en el enfrentamiento interno entre el "grupo de los abogados” y el de los diputados “obreros”. Uno de estos conflictos fue la negativa de González Iramain de defender el proyecto presentado por su compañero de bancada Enrique Dickmann para que se declarara la incompatibilidad de detentar a un tiempo los cargos de Rector de la Universidad y de diputado nacional, perjudicando al diputado electo conservador José Arce. En el Congreso Ordinario del PS de octubre de 1925, fue acusado por José Luis Pena, también diputado nacional, por habérselo visto charlando con el diputado conservador Arce y de haber participado, junto a De Tomaso, de un banquete con oficiales del Acorazado "San Martín", lo que era visto por los diputados "obreristas" como una concesión al militarismo. 

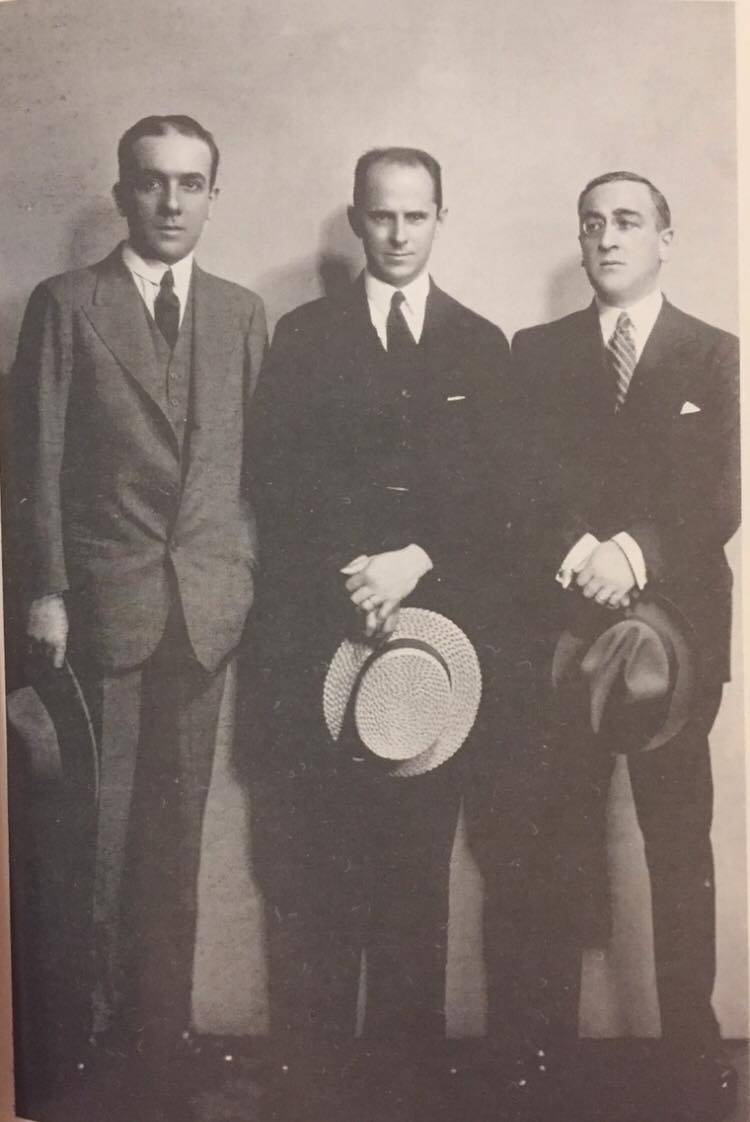
Pinedo, De Tomaso, y González Iramain en 1927.

La crisis interna que sufría el Partido Socialista desde hace años estalló en 1927 cuando la bancada socialista en la Cámara de Diputados se dividió en dos partes: González Iramain, De Tomaso, Pinedo, y otros diputados votaron en contra de retirar el proyecto de intervención federal a la provincia de Buenos Aires, gobernada por el yrigoyenista Valentín Vergara, que había presentado el senador Juan B. Justo en junio de ese año luego que el gobierno bonaerense autorizara el juego en la provincia, y el otro sector estaba de acuerdo en retirar el proyecto de intervención luego en acuerdo con el doctor Justo que retiró tal  proyecto luego de una gestión personal de Hipólito Yrigoyen ante el senador socialista, que se comprometió, en un paseo en automóvil por la Costanera, a que el gobierno de la provincia de Buenos Aires retirara la autorización del juego en la provincia. Por tal motivo, Justo y un sector de la bancada socialista en Diputados retiraron el proyecto de ley de intervención federal pero otro sector, encabezado por De Tomaso, se pronunció en contra de su retiro. 
A pesar de las gestiones conciliadoras de Mario Bravo, no se pudo evitar la división del socialismo. El 7 de julio, González Iramain junto a Antonio De Tomaso, Augusto Bunge, Pinedo, Fernando de Andreis, Ricardo Belisle, Edmudo S. Tolosa, Juan F. Remedi, Pedro Revol, y Agustín S. Muzio integraron un nuevo bloque en la cámara de Diputados. Fue uno de los firmantes del Manifiesto de ruptura “Estamos donde estábamos”, con fecha del 11 de julio de 1927, en el que el grupo de diputados y concejales socialistas anunciaba la formación de grupos parlamentario y comunal independientes. El 7 de agosto de ese año, se reunió el Congreso Constituyente del nuevo partido, que adoptó el nombre de Socialista Independiente. 
En las elecciones legislativas de marzo de 1928, González Iramain resultó nuevamente electo como diputado nacional por la Capital Federal, pero esta vez elegido en representación del PSI pero su mandato resultó interrumpido debido al cierre del Congreso Nacional después del golpe de Estado del 6 de septiembre de 1930 que derrocó al gobierno de Yrigoyen. 
En septiembre de 1929, González Iramain fue elegido para ocupar el cargo de Secretario General del PSI y desde ese puesto publicó en el diario La Nación, en noviembre del mismo año, un documento en el que rechazaba toda posibilidad de un acuerdo con los dirigentes del PS para unificar al partido luego de las gestiones realizadas por Alfredo Palacios para conseguir dicho objetivo. González Iramain acusa al PS de defender al gobierno de Hipólito Yrigoyen e identificarlo con la democracia, en lugar de resistir en nombre de la libertad y la Constitución el avasallamiento de las instituciones republicanas por parte de aquél. 
En agosto de 1930, González Iramain fue uno de los firmantes del llamado "Manifiesto de los 44", en el cual diputados y senadores del socialismo independiente y del conservadurismo, denunciaban el "descalabro económico" y la violación de la Constitución Nacional por parte del gobierno de Hipólito Yrigoyen y convocaban a defender la legalidad y el cumplimiento de la Constitución. Además buscaban coordinar las acciones de la oposición dentro y fuera del parlamento por parte de los 44 legisladores de partidos conservadores y del PSI. En ese marco, participó del acto de “los cuarenta y cuatro” del 27 de agosto en el Teatro Pueyrredón del barrio porteño de Flores. González Iramain estuvo presente en la noche del 5 de septiembre cuando los parlamentarios firmantes del Manifiesto de los 44, en compañía del coronel José María Sarobe y el capitán Juan Domingo Perón, presentaron el manifiesto revolucionario en el diario Crítica, y desde allí, en la madrugada del 6 de septiembre, partieron hacia Campo de Mayo donde, junto a otros dirigentes del PSI, arengaron a las tropas revolucionarias. 
Luego de la revolución de 1930, González Iramain, junto al resto de dirigentes del PSI, se manifestaron inmediatamente en contra de los planes políticos del general José Félix Uriburu de reformar la Constitución Nacional dándole tintes corporativistas. Por tal motivo integró la Federación Nacional Democrática, que agrupaba a los socialistas independientes, los conservadores de las distintas provincias y a otros bloques políticos, fundada en octubre de 1930. González Iramain fue uno de los oradores durante el primer acto político de la FND en Córdoba en octubre del mismo año de 1930. En el acto político del PSI por el Día del Trabajador, 1 de mayo de 1931, se lamentaría por la falta de libertad que se vivía en el país durante el gobierno de facto de Uriburu.
En septiembre de 1931, el PSI apoyó la candidatura presidencial del general Agustín P. Justo para las elecciones presidenciales de noviembre y González Iramain participa de distintos actos políticos en apoyo de esa candidatura. Fue candidato a senador nacional por la Capital Federal, junto a Antonio De Tomaso, pero no fue electo. 
El 20 de febrero de 1932, una vez asumido el general Justo la presidencia de la Nación, es nombrado Director de la Caja Nacional de Jubilaciones Ferroviarias. El 2 de mayo de 1935, González Iramain sería electo como senador nacional por la provincia de La Rioja en representación de una lista de la Concordancia. Durante su gestión como senador nacional se iría alejando cada vez más del socialismo independiente, que había comenzado a decaer luego de la muerte de Antonio De Tomaso en agosto de 1933, y se iría acercando a posiciones más favorables hacia el liberalismo conservador, que lo llevarían a afiliarse al Partido Demócrata Nacional durante la campaña presidencial de 1937. 
En 1940, González Iramain se sumó a la organización antifascista Acción Argentina, que abogaba por el ingreso de la Argentina en la Segunda Guerra Mundial del bando de los Aliados. Durante esos años también colaboraba escribiendo en el semanario antifascista "Argentina Libre", que sería prohibido por el gobierno surgido del golpe de Estado del 4 de junio de 1943, que suspendió su mandato como senador nacional luego del cierre del Congreso Nacional después del derrocamiento del presidente Ramón S. Castillo. 
Durante los gobiernos dictatorial del general Edelmiro J. Farrell, González Iramain escribió dos libros que retratan su visión con respecto a los actos que ejercían el gobierno de facto: "Por la Patria", publicado en 1944, y "Bajo la dictadura de junio", publicado en 1946. También colaboró activamente con el seminario llamado "Antinazi". 
En el gobierno de Juan Domingo Perón, González Iramain militaba activamente dentro del Partido Demócrata y fue un activo opositor al gobierno peronista. Su oposición lo llevó a ser detenido por sus opiniones en contra del gobierno y enviado a una cárcel en la que estuvo prisionero durante tres meses, entre abril y julio de 1953. Fue liberado luego de la carta escrita por Federico Pinedo, miembro del Partido Demócrata, a Ángel Borlenghi, ministro de Interior, en la que hablaba sobre una conciliación entre el gobierno nacional y la oposición. 
Con miras a las elecciones legislativas y vicepresidenciales de abril de 1954 se desarrolló una fuerte interna dentro del Partido Demócrata entre los llamados "abstencionistas", que declaraban que no estaban dadas las condiciones para participar de elecciones durante el gobierno peronista y buscaban abstenerse de participar, y los "concurrencistas", quienes además de querer seguir concurriendo a las elecciones, se mostraban a favor del nuevo programa político y económico que estaba llevando a cabo el gobierno de Perón. González Iramain era uno de los líderes del sector abstencionista. Esta interna afectaría al PD por los próximos cuatro años y llevaría a la disolución del partido. 
En septiembre de 1955, González Iramain apoyó la Revolución Libertadora y a los gobiernos que surgieron de ella. 
En 1958 fue candidato a presidente de la Nación por el Partido Demócrata, que representaba al sector abstencionista del partido, en compañía de Carlos E. Aguinaga, como candidato a vicepresidente, pero no fueron electos. Para ese momento el PD estaba dividido en tres líneas: abstencionistas o demócratas, concurrencistas o conservadores, y en conservadores populares. Cada una de esas líneas llevó una fórmula presidencial distintas; González Iramain fue candidato por los demócratas; Reynaldo Pastor y Martín Aberg Cobo fue el binomio de los concurrencistas o conservadores; y Vicente Solano Lima y Horacio Maldonado por los conservadores populares. 
El 27 de julio de 1962 falleció Héctor González Iramain en la Capital Federal a los 71 años. Sus restos fueron sepultados en La Rioja.